# Arsienow (chutor)
Arsienow (ros. Арсенов) – chutor w zachodniej Rosji, w sielsowiecie niekrasowskim rejonu rylskiego w obwodzie kurskim.

## Geografia
Miejscowość położona jest 9,5 km od centrum administracyjnego sielsowietu niekrasowskiego (Niekrasowo), 8,5 km od centrum administracyjnego rejonu (Rylsk), 113 km od Kurska.

## Demografia
W 2010 r. miejscowość zamieszkiwała 1 osoba.